# Чёрная (нижний приток Моломы)
Эта статья о нижнем притоке Моломы. Статья о верхнем притоке Моломы с тем же именем находится здесь

Чёрная — река в России, протекает в Орловском районе Кировской области. Устье реки находится в 76 км по левому берегу реки Молома. Длина реки составляет 11 км.
Исток реки севернее деревни Канаевщина (Шадричевское сельское поселение) в 32 км к северо-западу от города Орлов. Река течёт по ненаселённому лесу на северо-запад, затем на юго-запад, впадает в боковую старицу Моломы ниже деревни Окатьево.

## Данные водного реестра
По данным государственного водного реестра России относится к Камскому бассейновому округу, водохозяйственный участок реки — Вятка от города Киров до города Котельнич, речной подбассейн реки — Вятка. Речной бассейн реки — Кама.
По данным геоинформационной системы водохозяйственного районирования территории РФ, подготовленной Федеральным агентством водных ресурсов:
- Код водного объекта в государственном водном реестре — 10010300312111100035898
- Код по гидрологической изученности (ГИ) — 111103589
- Код бассейна — 10.01.03.003
- Номер тома по ГИ — 11
- Выпуск по ГИ — 1